# Maximilian Emil Hehl

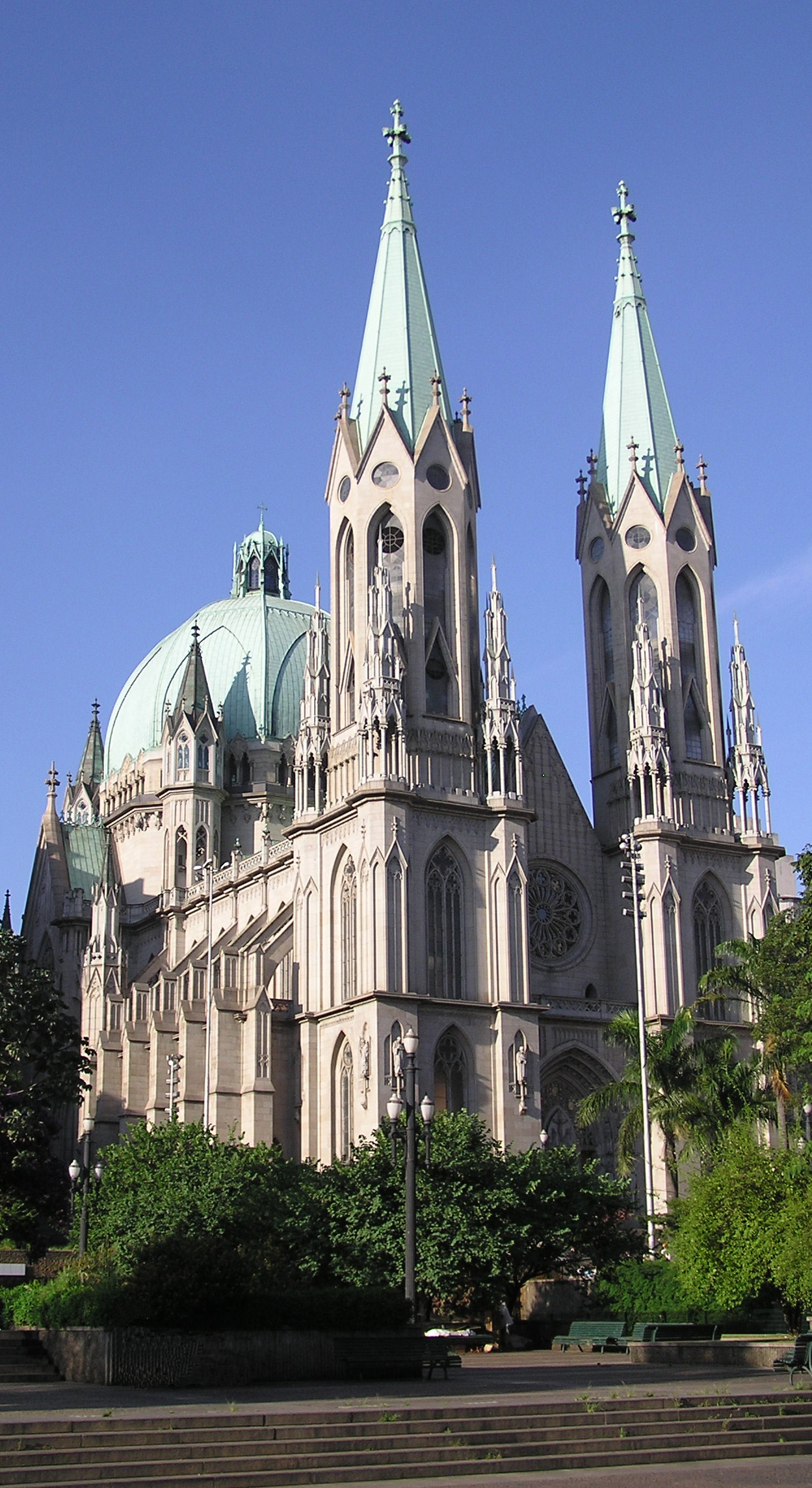
Catedral Metropolitana de São Paulo

Maximilian Emil Hehl (Kassel, 17 de setembro de 1861 - Santos, 27 de agosto de 1916) foi um engenheiro e arquiteto alemão radicado no Brasil. 
Nasceu em Kassel em 1861, era filho de uma família de engenheiros. Estudou engenharia em Hanôver antes de vir ao Brasil, em 1888, para trabalhar na construção de estradas de ferro em Minas Gerais. Mudou-se mais tarde para São Paulo, onde em 1898 tornou-se professor da Escola Politécnica da Universidade de São Paulo.
Como arquiteto, Hehl foi responsável, entre outros, pelos projetos da Catedral Metropolitana de São Paulo, da Catedral de Santos e da Igreja da Consolação, todas em estilo neo-gótico.